# 최충연
최충연(1997년 3월 5일 ~ )은 KBO 리그 삼성 라이온즈의 투수이다.

## 아마추어 시절
경북고등학교 시절 투수로 활약했다. 투수로 전향한지 얼마 되지 않아 구력이 짧음에도 190cm의 장신에 최고 148km/h의 빠른 공을 던지는 유망주로 메이저리그 스카우트들의 관심을 받기도 했다.

## 삼성 라이온즈시절
2016년에 1차 지명을 받아 입단하였다.

### 2016년
시즌을 앞두고 옆구리 부상으로 재활군에 머물렀고, 8월 25일에 1군 선발 데뷔전을 치렀다.
8월 25일 KIA전에 선발 등판하며 데뷔 첫 경기를 치렀고, 경기에서 4.2이닝 5실점을 기록하며 패전 투수가 됐다. 시즌 3경기에 등판해 2패, 12점대 평균자책점을 기록했다. 부상이 있는데다 코칭스태프의 투구 폼 수정으로 인해 구속이 130km/h 후반에 그쳤고, 커브에 의존하는 모습을 보이며 난타당했다.

### 2017년
시즌 첫 등판이었던 4월 9일 kt전에 선발 등판해 5이닝 2실점을 기록했다. 작년보다 향상된 모습을 보여줬으나 타자들의 26이닝 연속 무득점으로 인해 패전 투수가 됐다.
6월 2일 KIA전에 백정현이 타구에 맞아 강판되자 그가 구원 등판해 3.2이닝 무실점을 기록하며 데뷔 첫 승을 기록했다.

### 2018년
오치아이 에이지가 투수코치로 부임 후 투구 폼 수정을 진행했다. 하지만 시범 경기에서 8실점하며 최악의 모습을 보여줬고, 시즌을 2군에서 시작할 위기에 처했으나 강민호의 요청으로 개막 엔트리에 들었다. 힘 있는 포심과 낙차 큰 커브, 수준급 스플릿 핑거와 슬라이더로 팀 불펜진에서 독보적인 활약을 했고, 전반기 불펜 최다 이닝을 소화하며 혹사당했다. 이 활약을 바탕으로 박해민, 장필준과 함께 2018년 아시안 게임 엔트리에 발탁돼 금메달을 획득하며 병역 특례를 받는 데 성공했다. 아시안 게임 브레이크 이후에는 투구 폼이 더 부드러워지며 압도적인 모습을 보이기 시작했다. 장필준, 심창민이 실점하는 경기가 늘어나며 후반기에는 그가 사실상 마무리 투수로 자리잡았는데, 후반기 1점대 평균자책점을 기록했다. 최고 153km/h의 구속과 좋은 무브먼트의 빠른 공으로 타자들을 압도했는데 후반기 들어 슬라이더의 위력이 엄청나게 좋아지며 종으로 떨어지는 슬라이더는 바닥에 꽃히는 공임에도 타자들의 스윙이 나올 정도였다. 시즌 70경기에 등판해 3점대 평균자책점 85이닝, 101탈삼진을 기록했다.

### 2019년
시즌 34경기에 등판해 2패, 1세이브, 4홀드, 7점대 평균자책점을 기록했다.

## 논란
- 2020년 1월 24일 음주 운전을 한 것이 적발돼 스프링 캠프 명단에서 제외됐다. 2월 11일에 열린 KBO 상벌위원회에서 50경기 출장 정지 처분을 받았고, 구단 자체에서 100경기 출장 금지 징계가 추가돼 2020년 시즌에는 출전하지 못했다.

## 경력
- 제 27회 세계 청소년 야구 선수권 대회 국가대표

## 수상
- 제 43회 봉황대기 전국 고교 야구 대회 최우수 선수

## 출신 학교
- 대구수창초등학교
- 대구중학교
- 경북고등학교

## 통산 기록
| 연도 | 팀명  | 평균자책점 | 경기 | 완투 | 완봉 | 승 | 패 | 세 | 홀 | 승률  | 타자 | 이닝 | 피안타 | 피홈런 | 볼넷 | 사구 | 탈삼진 | 실점 | 자책점 |
| ---- | ----- | ---------- | ---- | ---- | ---- | -- | -- | -- | -- | ----- | ---- | ---- | ------ | ------ | ---- | ---- | ------ | ---- | ------ |
| 2016 | 삼성  | 12.91      | 3    | 0    | 0    | 0  | 2  | 0  | 0  | 0.000 | 45   | 7⅔   | 11     | 2      | 11   | 0    | 6      | 11   | 11     |
| 2017 | 삼성  | 7.61       | 42   | 0    | 0    | 3  | 8  | 0  | 3  | 0.273 | 416  | 84   | 110    | 12     | 48   | 9    | 74     | 71   | 71     |
| 2018 | 삼성  | 3.60       | 70   | 0    | 0    | 2  | 6  | 8  | 16 | 0.250 | 344  | 85   | 73     | 6      | 26   | 2    | 101    | 34   | 34     |
| 2019 | 삼성  | 7.36       | 34   | 0    | 0    | 0  | 2  | 1  | 4  | 0.000 | 194  | 36⅔  | 44     | 2      | 38   | 3    | 41     | 36   | 30     |
| 2022 | 삼성  | 4.70       | 38   | 0    | 0    | 0  | 1  | 0  | 0  | 0.000 | 177  | 38⅓  | 39     | 3      | 20   | 5    | 29     | 24   | 20     |
| 2023 | 삼성  | 4.82       | 7    | 0    | 0    | 0  | 0  | 0  | 0  | -     | 47   | 9⅓   | 1      | 3      | 7    | 3    | 8      | 8    | 5      |
| 통산 | 6시즌 | 5.90       | 194  | 0    | 0    | 5  | 19 | 9  | 23 | 0.206 | 1223 | 261  | 277    | 28     | 150  | 22   | 259    | 184  | 171    |

- 굵은 글씨는 해당 시즌 최고 기록